# Howard Da Silva
Howard Da Silva, pseudonimo di Howard Silverblatt (Cleveland, 4 maggio 1909 – Ossining, 16 febbraio 1986), è stato un attore statunitense.

## Biografia
Figlio di Bertha e Benjamin Silverblatt, entrambi emigranti yiddish provenienti dalla Russia, in gioventù lavorò nelle miniere d'argento in Pennsylvania per pagarsi la retta alla scuola di recitazione del Carnegie Institute. Dopo aver terminato i suoi studi, assunse il nome d'arte di origine portoghese Howard Da Silva, pur non avendo alcun legame con questa terra, ed entrò a far parte della troupe teatrale di Eva Le Gallienne, dove divenne celebre per i suoi monologhi, recitati con la sua voce profonda, nello spettacolo Ten Million Ghosts, che lo portarono all'attenzione di Orson Welles, il quale lo volle nelle sue produzioni del Mercury Theatre.
Dopo il suo approdo nei teatri di Broadway, si rese celebre con l'interpretazione di Jack Armstrong nel musical Abe Lincoln in Illinois (che reinterpretò nella versione cinematografica del 1940), e di Jud Frye in Oklahoma!, dei celebri compositori Rodgers e Hammerstein. La sua carriera teatrale continuò fino al 1969, quando interpretò il personaggio di Benjamin Franklin nel musical 1776, che riprese nella successiva versione cinematografica del 1972.

### Carriera cinematografica
Nonostante le sue prime apparizioni sul grande schermo risalgano al 1934, Da Silva non ottenne la notorietà se non intorno agli anni quaranta, quando la Paramount Pictures lo scelse tra molti altri attori per interpretare il barista nel dramma Giorni perduti (1945), con la regia di Billy Wilder, che gli consentì di affermarsi come caratterista di talento. Tra le sue migliori interpretazioni sono da ricordare quella dell'ambiguo Eddie Harwood, amante di una donna alcolizzata (Doris Dowling) in La dalia azzurra (1946), di Elmo Chickamaw Mobley, uno dei galeotti evasi ne La donna del bandito (1949), e il sanguigno ufficiale di polizia Moskar in 14ª ora (1951).
Tuttavia la promettente carriera dell'attore venne ben presto frenata a causa delle sue simpatie di sinistra, per le quali venne messo sotto inchiesta da parte della famigerata Commissione per le attività antiamericane (HUAC), la Commissione contro le celebrità simpatizzanti del comunismo voluta dal senatore Joseph McCarthy. Richiamandosi al quinto emendamento della Costituzione degli Stati Uniti, Da Silva diventò una delle molte vittime della Lista Nera e, impossibilitato a trovare una scrittura sia nel cinema che in televisione, dal 1951 non apparve sugli schermi per circa un decennio. Tuttavia poté contare sul proprio background teatrale, che gli consentì di tornare a recitare con successo a Broadway e di curare regie e produzioni teatrali. Ricevette un Tony Award per la sua partecipazione al musical Fiorello! del 1959. 
La sua carriera cinematografica ebbe un nuovo impulso grazie all'interpretazione del Dr. Swinford, medico di una clinica psichiatrica, nella pellicola David e Lisa (1962), per la quale ricevette dalla critica britannica il Premio BAFTA. Grazie a questo successo venne scritturato dalla televisione per la voce narrante nella versione statunitense della celebre serie di fantascienza Doctor Who, e venne premiato con l'Emmy Award per la sua partecipazione, a fianco di Sissy Spacek, nel film per la tv Verna: USO Girl (1978). Da Silva partecipò inoltre sia alla versione cinematografica de Il grande Gatsby del 1949 sia alla versione del 1974, entrambe nel ruolo di Meyer Wolfsheim. 
La sua ultima interpretazione di rilievo fu nel film Mammina cara (1981) di Frank Perry, in cui impersonò Louis B. Mayer, potente boss della MGM. Morì per un linfoma ad Ossining, New York, nel 1986 a 76 anni.

## Filmografia parziale

### Cinema
- Abramo Lincoln in Illinois (Abe Lincoln in Illinois), regia di John Cromwell (1940)
- Il lupo dei mari (The Sea Wolf), regia di Michael Curtiz (1941)
- Il sergente York (Sergeant York), regia di Howard Hawks (1941)
- I tre moschettieri del Missouri (Bad Men of Missouri), regia di Ray Enright (1941)
- Il cavaliere della vendetta (Wild Bill Hickock Rides), regia di Ray Enright (1942)
- Il terrore di Chicago (The Big Shot), regia di Lewis Seiler (1942)
- La grande fiamma (Reunion in France), regia di Jules Dassin (1942)
- Prigioniera di un segreto (Keeper of the Flame), regia di George Cukor (1942)
- Giorni perduti (The Lost Weekend), regia di Billy Wilder (1945)
- I forzati del mare (Two Years Before the Mast), regia di John Farrow (1946)
- La dalia azzurra (The Blue Dahlia), regia di George Marshall (1946)
- Bagliore a mezzogiorno (Blaze of Noon), regia di John Farrow (1947)
- Gli invincibili (Unconquered), regia di Cecil B. DeMille (1947)
- La donna del bandito (They Live by Night), regia di Nicholas Ray (1949)
- Mercanti di uomini (Border Incident), regia di Anthony Mann (1949)
- Il grande Gatsby (The Great Gatsby), regia di Elliot Nugent (1949)
- Delitto in prima pagina (The Underworld Story), regia di Cy Endfield (1950)
- L'assalto al treno postale (Wyoming Mail), regia di Reginald Le Borg (1950)
- I conquistatori della Sirte (Tripoli), regia di Will Price (1950)
- M, regia di Joseph Losey (1951)
- La 14ª ora (Fourteen Hour), regia di Henry Hathaway (1951)
- David e Lisa (David and Lisa), regia di Frank Perry (1962)
- Questo pazzo, pazzo, pazzo, pazzo mondo (It's a Mad Mad Mad Mad World), regia di Stanley Kramer (1963) (non accreditato)
- L'oltraggio (The Outrage), regia di Martin Ritt (1964)
- Nevada Smith, regia di Henry Hathaway (1966)
- 1776, regia di Peter H. Hunt (1972)
- Il grande Gatsby (The Great Gatsby), regia di Jack Clayton (1974)
- Mammina cara (Mommy Dearest), regia di Frank Perry (1981)
- Cercando la Garbo (Garbo Talks), regia di Sidney Lumet (1984)

### Televisione
- Assistente sociale (East Side/West Side) – serie TV, episodio 1x05 (1963)
- The Nurses – serie TV, episodio 2x11 (1963)
- Ben Casey – serie TV, 2 episodi (1965)
- Organizzazione U.N.C.L.E. (The Man from U.N.C.L.E.) – serie TV, episodio 2x22 (1966)
- Mannix – serie TV, episodio 1x19 (1968)
- Sorridi Jenny, stai morendo (Smile, Jenny, You're Dead), regia di Jerry Thorpe – film TV (1974)
- Chi fermerà Tommy Wanda? (Power), regia di Barry Shear – film TV (1980)

## Doppiatori italiani
Nelle versioni in italiano delle opere in cui ha recitato, Howard Da Silva è stato doppiato da:
- Giorgio Capecchi in Bagliore a mezzogiorno, Gli invincibili
- Lauro Gazzolo in Giorni perduti, Il grande Gatsby (1949)
- Luigi Pavese in Il sergente York, L'oltraggio
- Cesare Polacco in I forzati del mare, La dalia azzurra
- Bruno Persa in Mercanti di uomini, I conquistatori della Sirte
- Mario Pisu in La 14ª ora
- Alessandro Sperlì in Delitto in prima pagina
- Carlo Romano in Nevada Smith
- Sergio Fiorentini in Mammina cara